# Nyctemera onetha
Nyctemera onetha là một loài bướm đêm thuộc phân họ Arctiinae, họ Erebidae.